# Johnny Sheffield
Johnny Sheffield, de son vrai nom John Matthew Sheffield Cassan, est un acteur américain né le 11 avril 1931 à Pasadena (Californie) et mort le 25 octobre 2010 à Chula Vista (Californie).

## Biographie
Johnny Sheffield est le fils de Reginald Sheffield, un acteur britannique, qui avait émigré avec sa famille à New York en 1914.
En 1938, à 7 ans, Sheffield joue au théâtre le rôle de Pud, dans la pièce de Paul Osborn On Borrowed Time, d'abord à Los Angeles puis à Broadway,. La même année, il joue aussi le fils de Napoléon dans un court-métrage historique de la M-G-M.
Lorsque Metro-Goldwyn-Mayer passe une annonce pour trouver un jeune garçon susceptible de jouer le "fils" de Tarzan, Reginald Sheffield y répond et son fils passe une audition au milieu de 300 jeunes. Il est choisi par Johnny Weissmuller mais il ne sait pas nager... Il l'avoue à J. Weissmuller qui le fait plonger dans une piscine mais le retient avec ses genoux, faisant ainsi croire au studio qu'il n'y a pas de problème de ce côté-là.
Lorsqu'il ne tourne pas dans un Tarzan, Sheffield suit des études à l'école du studio, et joue de petits rôles comme par exemple dans la comédie musicale Babes in Arms (1939) avec Judy Garland et Mickey Rooney, ou dans Knute Rockne, All American (1940), où il joue Rockne enfant.
Il jouera ainsi dans huit films de Tarzan mais, même si les derniers sont de grands succès, il est maintenant un adolescent presque aussi grand que J. Weissmuller. Il signe alors avec Monogram Pictures, le studio de Poverty Row, pour tenir le rôle-titre de Bomba, enfant de la jungle (1949), rôle qu'il reprendra dans une série de films réalisés par Ford Beebe.
Sheffield entre à l'UCLA où il obtiendra un diplôme en commerce, et déménage à Yuma (Arizona). Il travaillera ensuite dans l'immobilier en Californie à Malibu et à Carmel, puis dans une entreprise important des homards de Baja California, et enfin deviendra un entrepreneur en bâtiment à San Diego.
Johnny Sheffield meurt d'une crise cardiaque chez lui à Chula Vista le 15 octobre 2010, après être tombé quelques heures plus tôt d'une échelle alors qu'il était en train de tailler un palmier.

## Filmographie
- 1939 : The Man on the Rock de Edward L. Cahn : Napoléon François Charles Joseph Bonaparte
- 1939 : Place au rythme (Babes in Arms) de Busby Berkeley : Bobs
- 1939 : Tarzan trouve un fils (Tarzan Finds a Son!) de Richard Thorpe : Boy
- 1940 : Little Orvie de Ray McCarey : Orvie Stone
- 1940 : Lucky Cisco Kid de H. Bruce Humberstone : Tommy Lawrence
- 1940 : Knute Rockne, All American de Lloyd Bacon : Knute Rockne, à 7 ans
- 1941 : Million Dollar Baby de Curtis Bernhardt : Alvie Grayson
- 1941 : Le Trésor de Tarzan (Tarzan's Secret Treasure) de Richard Thorpe : Boy
- 1942 : Les Aventures de Tarzan à New York  (Tarzan's New York Adventure) de Richard Thorpe : Boy
- 1943 : Le Triomphe de Tarzan (Tarzan Triumphs) de Wilhelm Thiele : Boy
- 1943 : Tarzan's Desert Mystery de Wilhelm Thiele : Boy
- 1945 : Tarzan et les Amazones (Tarzan and the Amazons) de Kurt Neumann : Boy
- 1945 : Roughly Speaking de Michael Curtiz
- 1946 : Tarzan et la Femme léopard (Tarzan and the Leopard Woman) de Kurt Neumann : Boy
- 1947 : Tarzan et la Chasseresse (Tarzan and the Huntress) de Kurt Neumann : Boy
- 1949 : Bomba, enfant de la jungle (Bomba, the Jungle Boy) de Ford Beebe : Bomba
- 1949 : Bomba on Panther Island de Ford Beebe : Bomba
- 1950 : The Lost Volcano de Ford Beebe : Bomba
- 1950 : Bomba and the Hidden City de Ford Beebe : Bomba
- 1951 : Elephant Stampede de Ford Beebe : Bomba
- 1951 : The Lion Hunters de Ford Beebe : Bomba
- 1952 : African Treasure de Ford Beebe : Bomba
- 1952 : Bomba and the Jungle Girl de Ford Beebe : Bomba
- 1953 : Safari Drums de Ford Beebe : Bomba
- 1954 : Killer Leopard de Ford Beebe : Bomba
- 1954 : The Golden Idol de Ford Beebe : Bomba
- 1955 : Lord of the Jungle de Ford Beebe : Bomba